# Кэри, Дуэйн Джин

Дуэ́йн Джин Кэ́ри, (англ. Duane 'Digger' Gene Carey; род. 1957) — астронавт НАСА. Совершил один космический полёт на шаттле: STS-109 (2002, «Колумбия»), подполковник Армия США.

## Личные данные и образование

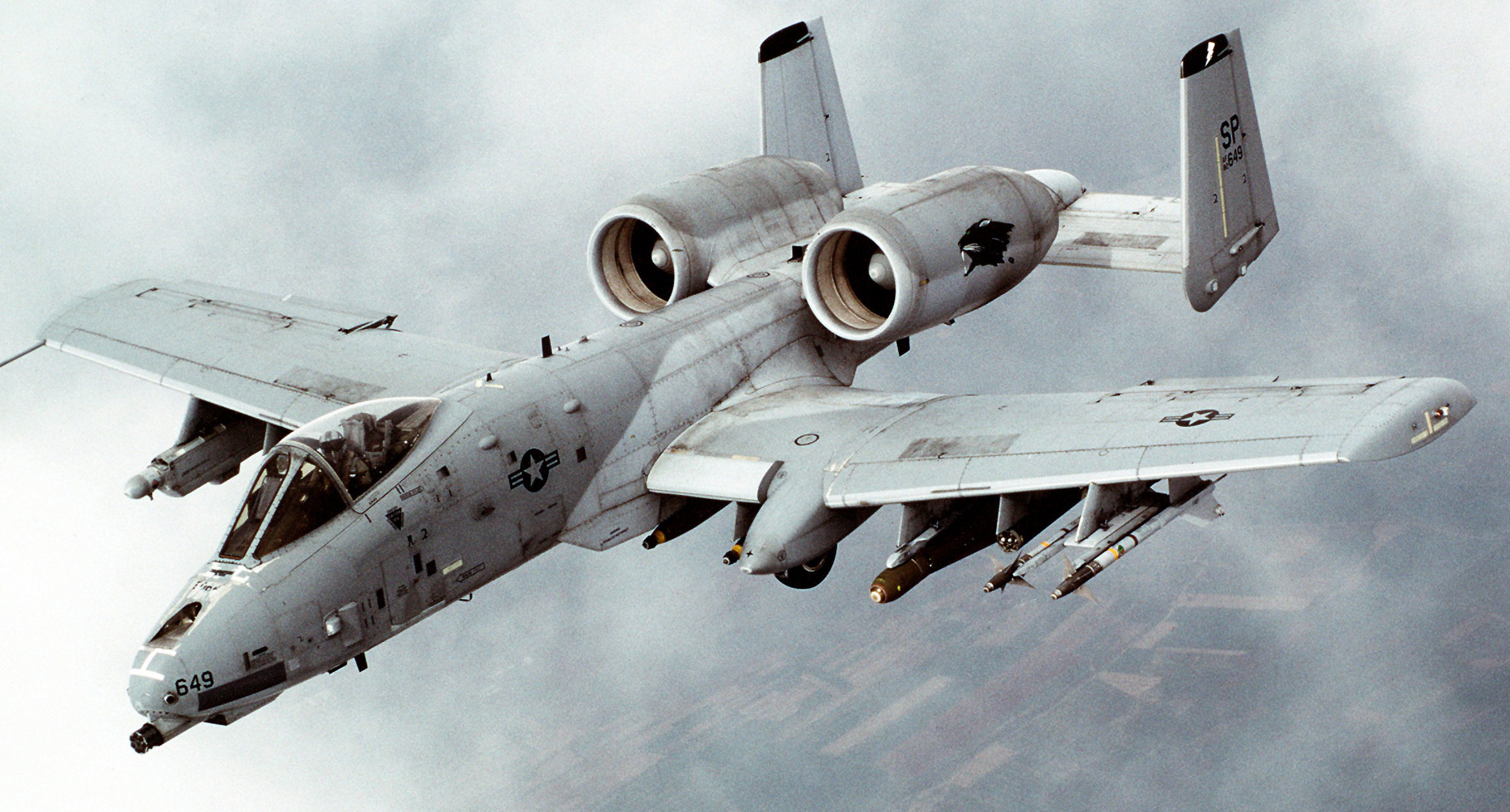
Самолёт A-10A в полёте.

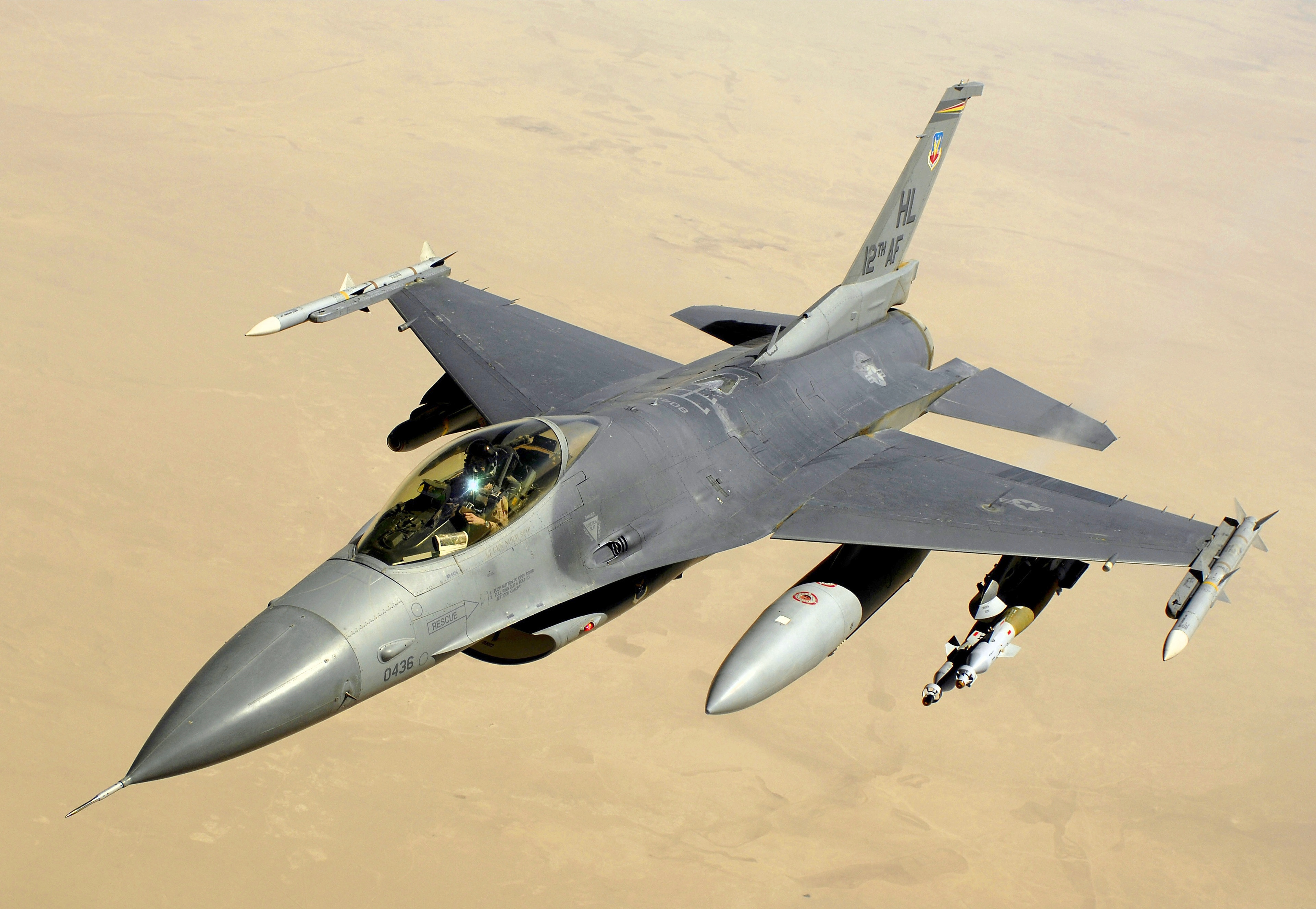
Самолёт F-16 в полёте.

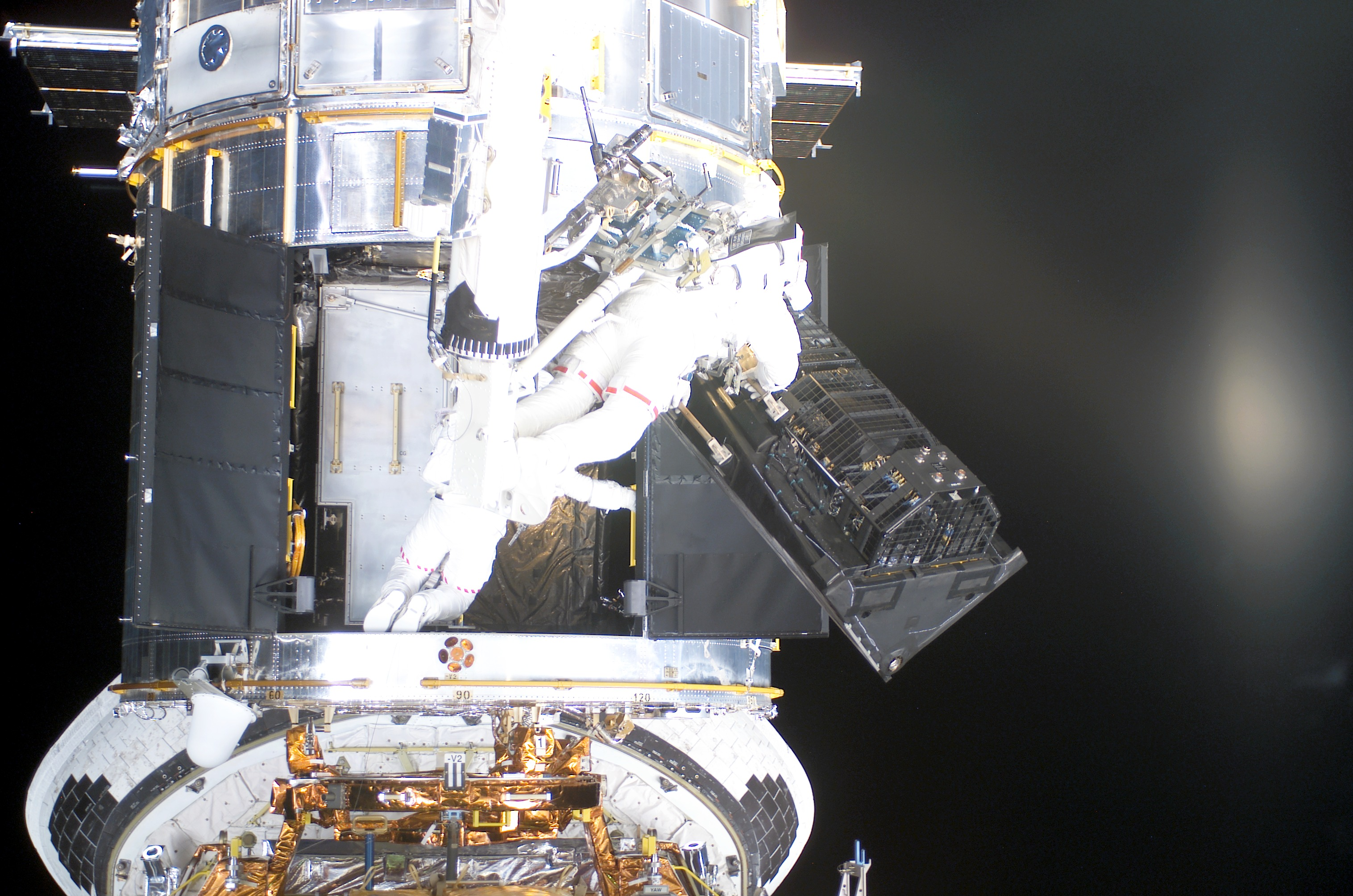
Ремонт телескопа имени Хаббла.

Дуэйн Кэри родился 30 апреля 1957 года в городе Сент-Пол, штат Миннесота, где в 1975 году окончил среднюю школу. В 1981 году получил степень бакалавра в области азрокосмической техники и механики в Миннесотском университете, Сент-Пол. В 1982 году, там же, получил степень магистра наук в тех же областях.
Женат на Черил Энн Тобритцхофер, она из Сент-Пола, у них двое детей. Он любит путешествия на мотоцикле, гонки (мотокросс), отдых в кемпингах, чтение научной фантастики.

## До НАСА
Кэри стал офицером запаса в 1981 году и окончил бакалавриат подготовки пилотов в 1983 году. Он летал на самолётах A-10A во время командировок в Великобританию и в Республику Корею. С 1988 года — на F-16 в Испании. В 1991 году начал обучение в Школе ВВС на лётчика-испытателя на авиабазе «Эдвардс», в Калифорнии. После окончания института в 1992 году, стал заниматься пилотными испытаниями экспериментальных F-16 и был офицером системы безопасности на базе Эдвардс ВВС. Имеет общий налёт свыше 3 700 часов на более чем 35 типах различных самолётов.

## Подготовка к космическим полётам
1 мая 1996 года был зачислен в отряд НАСА в составе шестнадцатого набора, кандидатом в астронавты. Стал проходить обучение по курсу Общекосмической подготовки (ОКП). По окончании курса, в 1998 году получил квалификацию «пилот корабля» и назначение в Офис астронавтов НАСА.

## Полёты в космос
- Первый полёт — STS-109[3], шаттл «Колумбия». C 1 по 12 марта 2002 года в качестве «пилот корабля». Основной задачей 3-й миссии к телескопу являлись ремонт и дооснащение космического телескопа имени Хаббла. Помимо этого в полётное задание STS-109 были включены два дополнительных эксперимента технического характера (навигация с помощью системы GPS и определение характеристик при посадке с боковым ветром), 8 экспериментов медицинского характера и образовательная программа, предусматривающая создание 20-минутных видеоуроков и сеансы связи со школами[4]. Астронавты совершили 5 выходов в открытый космос. Основными задачами экипажа STS-109 по модернизации и ремонту «Хаббла» были следующие (в порядке приоритета): замена блока маховика RWA-1 (англ. Reaction Wheel Assembly), замена солнечных батарей[5], замена блока управления электропитанием PCU (Power Control Unit), снятие камеры съёмки тусклых объектов — FOC (от англ. Faint Object Camera) и установка усовершенствованной обзорной камеры ACS (от англ. Advanced Camera for Surveys), установка системы охлаждения инфракрасной камеры-спектрометра NICMOS (англ. Near Infrared Camera and Multi-Object Spectrometer). Продолжительность полёта составила 10 дней 22 часа 11 минут[6].

Общая продолжительность полётов в космос — 10 дней 22 часа 11 минут.

## После полётов
22 октября 2004 года уволился из НАСА и из отряда астронавтов.

## Награды и премии
Награждён: Медаль «За космический полёт» (2002), Крест лётных заслуг (США), Воздушная медаль (США) (трижды) и многие другие.